# Kameradschaftsring Nationaler Jugendverbände
Les Kameradschaftsring Nationaler Jugendverbände (KNJ) étaient un cercle de jeunesse autrichienne néo-nazie, fondé en 1954. 

## Historique
Le KNJ a été fondé en 1954 par Konrad Windisch, Richard Etzel et Walter Matthaei.
À sa dissolution[Quand ?], le KNJ fut remplacé par le Bund Heimattreuer Jugend, dirigé par K. Windisch.

## Description
Bien qu'éphémère, en raison de l'interdiction politique pesant sur l'apologie du NSDAP, le KNJ réussit à coordonner un premier mouvement étudiant néo-nazi à une échelle régionale, étant présent tant en Autriche qu'en Allemagne ou qu'en Italie tyrolienne. Il entretenait ainsi des liens avec le groupuscule néo-fasciste de Stefano Delle Chiaie. 